# Giro del Veneto 1931
Il Giro del Veneto 1931, undicesima edizione della corsa, si svolse il 23 agosto 1931 su un percorso di 205 km con partenza e arrivo a Padova. Riservato a indipendenti e dilettanti seniores, fu vinto dall'italiano Aldo Canazza, alla seconda affermazione consecutiva, che completò il percorso in 6h23'09" precedendo i connazionali Guglielmo Segato e Antonio Andretta. Conclusero la prova 23 dei 29 ciclisti al via.

## Ordine d'arrivo (Top 10)
| Pos. | Corridore         | Squadra         | Tempo    |
| ---- | ----------------- | --------------- | -------- |
| 1    | Aldo Canazza      | G.S. Viscosa    | 6h23'09" |
| 2    | Guglielmo Segato  | V.C. Vicenza    | s.t.     |
| 3    | Antonio Andretta  | V.C. Vicenza    | a 4'30"  |
| 4    | Renato Scorticati | V.C. Reggio Em. | s.t.     |
| 5    | Mario Bonetti     | V.S. Reno       | s.t.     |
| 6    | Umberto Censi     | V.C. Vicenza    | s.t.     |
| 7    | Virgilio Zuffi    | V.S. Ferrara    | s.t.     |
| 8    | Severino Brunello | G.S. Viscosa    | s.t.     |
| 9    | Alfredo Ponzin    | G.S. Viscosa    | s.t.     |
| 10   | Eligio Armellini  | G.S. Viscosa    | s.t.     |